# Allgemeinzustand
Mit dem Begriff Allgemeinzustand (Abkürzung: AZ) werden die allgemeine körperliche, geistige und seelische Verfassung eines Patienten und die Auswirkung auf seinen Alltag beschrieben. 
Die Erfassung des Allgemeinzustands findet im Rahmen des Aufnahmegespräches statt und ist Bestandteil der ärztlichen Untersuchung wie auch der Pflegeanamnese. Beobachtungsbereiche zur Einschätzung sind das Erscheinungsbild, die kognitiven Fähigkeiten, Kommunikation und Mobilität sowie die Aktivität. Anhand der einzelnen Kriterien kann die Fähigkeit zur Selbstversorgung ermittelt werden. Das Ergebnis der Bewertung wird eingeteilt in guter, leicht reduzierter, reduzierter und stark reduzierter (statt schlechter) AZ.
Da es sich um eine überwiegend subjektive Einschätzung handelt, muss sie immer im Zusammenhang mit dem Lebensalter und der aktuellen Situation betrachtet werden. Akute Beschwerden beeinträchtigen das Allgemeinbefinden eher als schon länger bestehende Einschränkungen, da der Betroffene in der Regel entsprechende Strategien zur Bewältigung entwickelt hat.

## Beobachtungsbereiche

### Erscheinungsbild
Zum Erscheinungsbild gehört 
- die körperliche Verfassung (Konstitution), die sich aus dem Ernährungszustand, der Kondition und der Hautbeschaffenheit und -färbung ergibt
- der Grad der Umsetzung persönlicher Hygiene
- die Art und Angemessenheit der Bekleidung in Bezug auf Zustand, Sauberkeit, Jahreszeit

### Kognitive Fähigkeiten
Bewusstsein und Orientierung, Stimmung, Denken und Mitwirkung

### Kommunikation
Fähigkeiten zur Verständigung; Sprech-, Hör- und Sehvermögen

### Mobilität
Fähigkeit zur Bewegung und Gehvermögen

## WHO-Skala der Aktivität
Nach der Bewertungstabelle der WHO-Skala (auch Karnofsky-Index, Zubrod Score oder ECOG) gibt es fünf Abstufungen der Aktivität:
- Grad 0: Patient ist in der Lage, ohne Einschränkungen alle normalen Aktivitäten auszuführen
- Grad 1: Patient ist bei physisch belastenden Tätigkeiten eingeschränkt, jedoch mobil und in der Lage, leichte Arbeiten zu verrichten
- Grad 2: Patient ist mobil und kann sich selbst versorgen, jedoch keinerlei Arbeiten verrichten, die mehr als 50 % der Wachstunden ausmachen
- Grad 3: Patient ist nur eingeschränkt fähig, sich selbst zu versorgen; er verbringt mehr als 50 % der Wachstunden im Liegen oder Sitzen
- Grad 4: Patient ist vollständig behindert, kann sich nicht selbst versorgen und ist ortsfixiert beziehungsweise bettlägerig

## WHO-Skala des Allgemeinbefindens
Die zuvor genannte Skala ist nicht zu verwechseln mit der ebenfalls existierenden WHO-Skala des Allgemeinbefindens (WHO-5).